# Yeti Airlines-vlucht 691
Yeti Airlines Flight 691 (YT691/NYT691) was een lijnvlucht door Yeti Airlines van de Internationale Luchthaven Tribhuvan naar Pokhara International Airport. Op 15 januari 2023 verongelukte de ATR 72-500 die de vlucht uitvoerde bij de Seti-rivier (coördinaten ~ N28.1977 E083.9850) vlak voor de landing op de voornoemde luchthaven. Het vliegtuig vervoerde 72 passagiers waaronder 15 buitenlanders en 4 bemanningsleden, hiervan vonden 71 mensen de dood, 1 persoon wordt vermist.
De flightdatarecorder en de cockpitvoicerecorder van het vliegtuig zijn geborgen. Het onderzoek naar de oorzaak van de ramp is gestart. Het voorlopige onderzoeksrapport wijst uit dat beide propellers zich in de vaanstand bevonden, als gevolg hiervan leverden de motoren geen stuwkracht meer waardoor het vliegtuig op lage hoogte in een overtrek terecht kwam en verongelukte.

## Inzittenden
| Nationaliteit       | Passagiers | Bemanning |
| ------------------- | ---------- | --------- |
| Nepal               | 53         | 4         |
| India               | 5          |           |
| Rusland             | 4          |           |
| Zuid-Korea          | 2          |           |
| Argentinië          | 1          |           |
| Australië           | 1          |           |
| Frankrijk           | 1          |           |
| Verenigd Koninkrijk | 1          |           |
| Totaal              | 68         | 4         |